# Kagawa Toyohiko

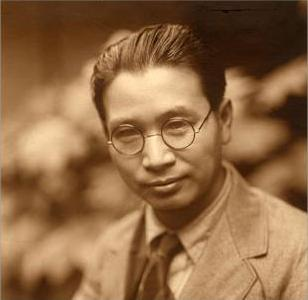
Toyohiko Kagawa

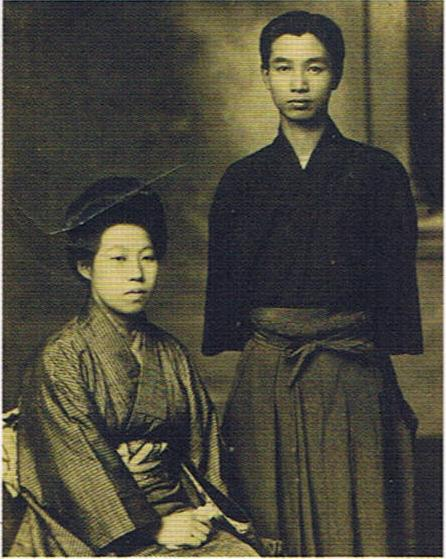
Toyohiko und seine Ehefrau Haru (1888–1982)

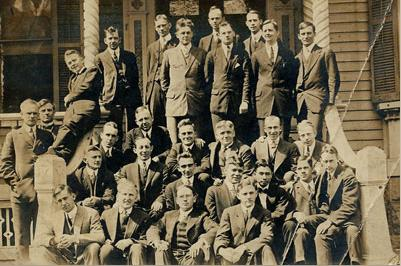
Am Princeton Theological Seminary

Kagawa Toyohiko (japanisch 賀川 豊彦; * 10. Juli 1888 in Kōbe, Japan; † 23. April 1960) war ein japanischer christlicher Reformer, Pazifist, Autor und Gewerkschaftsaktivist. Kagawa befasste sich lange Zeit mit Wegen, christliche Prinzipien in Gesellschafts- und Wirtschaftsordnungen einzubringen. Seine Berufung, den Armen zu helfen, führte ihn dahin, mit diesen zu leben. Er gründete Schulen, Krankenhäuser und Kirchen.

## Leben

### Kindheit und Jugend
Kagawas Eltern, ein philanthropischer Geschäftsmann und eine Konkubine, starben bereits in seiner Kindheit. So kam er an eine Schule, an welcher er von den zwei amerikanischen Missionaren Drs. Harry W. Myers und Charles A. Logan unterrichtet wurde, die ihn auch in ihre Häuser aufnahmen. So lernte Kagawa Englisch und wurde Christ, nachdem er eine Bibelklasse besucht hatte und deswegen von seiner verbliebenen Familie verstoßen worden war. Er besuchte das Tokyo Presbyterian College und immatrikulierte sich später am Kōbe Theological Seminary. Während seines Studiums tat er sich schwer mit der großen Rolle, die die Seminaristen technischen Aspekten von Doktrinen beimaßen. Er glaubte eher, dass die Tat die Wahrheit christlicher Doktrinen darstelle, wie die Parabel vom Barmherzigen Samariter nahelegt.

### Aktivist
1909 kam Kagawa in das Elendsviertel Shinkawa von Kōbe, um dort als Missionar, Sozialarbeiter und Soziologe zu wirken. 1914 zog er in die USA, um zu studieren, welche Wege es gibt, um Armut zu beseitigen. 1915 veröffentlichte er das Werk Himmin Shinri no Kenkyū (貧民心理の研究, „Untersuchungen über die Psyche der Armen“, engl. Researches in the Psychology of the Poor), das auf seiner Erfahrung beruhte und viele Aspekte der Sozialstruktur von Slums aufzeichnete, welche bis dahin Japanern der Mittelschicht weitgehend unbekannt waren, etwa Erscheinungen eines parallelen Rechtssystems, wie Prostitution außerhalb der damals staatlicherseits legalen Prostitution, aus staatlicher Perspektive informelle Eheschließungen usw.

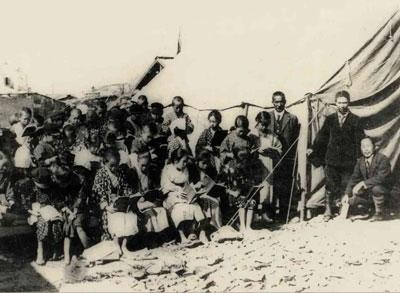
Schäden des großen Kantō-Erdbebens, 1923

1921 und 1922 wurde Kagawa in Japan für seine Beteiligung an Streiks der Gewerkschaftsbewegung jeweils inhaftiert. Während seines Gefängnisaufenthalts schrieb er seine Romane Shisen o koete (死線を越えて, dt. Auflehnung und Opfer, 1929) und Taiyō o iru mono (太陽を射るもの, engl. Shooting at the Sun). Der erstere ist eine halbautobiographische Betrachtung seiner Zeit unter Kōbes Mittellosen. Nach seiner Freilassung engagierte sich Kagawa in der Organisation eines Hilfswerkes in Tokio nach dem großen Kantō-Erdbeben 1923 und beteiligte sich an der Kampagne für die Einführung eines allgemeinen Erwachsenenwahlrechts für Männer im Jahr 1925.

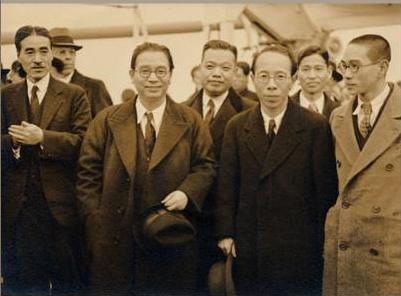
In Amerika, 1935

Er organisierte Teile der japanischen Gewerkschaftsbewegung in Form des Yūaikai (友愛会, später bis zur Spaltung Nippon Rōdō Sōdōmei, engl. Japanese Federation of Labour) von Suzuki Bunji in Kansai wie auch den Zenkoku Hisen Dōmei (全国非戦同盟, English National Anti-War League) von 1928. Während dieser Periode setzte er zugleich auch seine Evangelisation unter den Armen Japans fort und setzte sich für das Frauenwahlrecht und eine friedliche Außenpolitik ein. 1926 beteiligte er sich an der Gründung der Arbeiter- und Bauernpartei (Rōdō-Nōmin-tō, engl.), die sich noch im gleichen Jahr wieder spaltete. Zwischen 1926 und 1934 arbeitete er evangelistisch durch die Kami no Kuni Undō (神の国運動, „Bewegung Land Gottes‘“ engl. Kingdom of God Movement zusammen).
1940 entschuldigte sich Kagawa öffentlich bei China für die japanische Besetzung in China und wurde dafür erneut inhaftiert. Nach seiner Freilassung kehrte er trotz der Aussichtslosigkeit in die USA zurück, um einen Krieg zwischen beiden Nationen zu verhindern. Um sein Engagement fürs Frauenwahlrecht in Japan fortzuführen, kehrte er wieder dorthin zurück. Nach der Kapitulation Japans im Zweiten Weltkrieg erhielt er ein kaiserliches Mandat für das Herrenhaus während der japanischen Übergangsregierung unter Prinz Higashikuni. 1945 beteiligte er sich an der Gründung der Sozialistischen Partei Japans (SPJ).
Kagawa schrieb über 150 Bücher und wurde 1947 und 1948 für den Literaturnobelpreis sowie 1954 und 1955 für den Friedensnobelpreis nominiert. Kagawa wurde posthum mit der zweithöchsten Ehrung Japans, dem Orden des Heiligen Schatzes ausgezeichnet. Im selben Jahr wurde ihm am 23. April, seinem Todestag, in der Evangelisch-Lutherischen Kirche in Amerika als einem Erneuerer der Gesellschaft gedacht.

### Bruderschaftsökonomie
Kagawas ökonomische Theorie, wie er sie in seinem Buch Brotherhood Economics darstellte, verteidigte die Ansicht, dass die christliche Kirche, die Gewerkschafts- und die Friedensbewegung gemeinsam in einer machtvollen Zweckvereinigung eine realistische Alternative zu Kapitalismus, Staatssozialismus und Faschismus anbieten sollten.

### 3D-Landwirtschaft
In den 1930er Jahren machte er darauf aufmerksam, dass Erosionsprobleme dadurch vermieden werden können, dass Japans Hochlandbauern Futterbäume als Tierfutter anpflanzen und überzeugte viele davon dies, so umzusetzen. So wurde er zu einem Wegbereiter des modernen Waldgartenbaus und Inspiration des Vorreiters des Permakulturprinzips Robert Hart.

## Heiliger

### Evangelisch
Die Evangelische Kirche in Deutschland sieht für Kagawa als Zeuge Christi am 24. April einen Gedenktag im Evangelischen Namenkalender vor.
Kagawas Gedenktag für die Evangelisch-Lutherische Kirche in Amerika ist der 23. April.
(Zum evangelisch-lutherischen Heiligengedenken siehe Confessio Augustana, Artikel 21.)

### Anglikanisch
Kagawa wird von der anglikanischen Episkopalkirche der Vereinigten Staaten von Amerika als Heiliger mit einem Gedenktag am 23. April geehrt und in dem Zusammenhang als „Prophetic Witness“ („prophetischer Zeuge“) bezeichnet.

## Bekannte Zitate
- 1946 am Kaiserpalast Tokio vor Kaiser Hirohito: „Jeder, der groß unter euch sein wird, sollte der Diener aller sein. Die Souveränität eines Herrschers, Eure Majestät, ist in den Herzen des Volkes. Nur am Dienst an anderen kann ein Mann oder eine Nation gottgefällig sein.“
- „Die einzige Kraft des Kommunismus besteht in der Diagnose einiger Krankheiten einer gestörten Gesellschaft. Er kennt keine Heilung. Er schafft lediglich eine infantile Paralyse der sozialen Ordnung.“
- „Ich las in einem Buch, dass ein Mann, Christus genannt, hinging, Gutes zu tun. Es war sehr beunruhigend für mich, dass ich mich so einfach damit zufriedengegeben hatte, darüber hinwegzugehen.“[7]

## Werke
- Auflehnung und Opfer. Lebenskampf eines modernen Japaners. D. Gundert, Stuttgart 1928 (Originaltitel: Shisen o koete. Übersetzt von Wilhelm Gundert).
- Ein Stück Granatapfel. Ostasien-Mission, Berlin 1933 (Originaltitel: Zakuro no Kataware. Übersetzt von Karl Weidinger).
- Ein Weizenkorn. Basler Missionsbuchhandlung / Evangelische Missionsbuchhandlung, Basel / Stuttgart 1954 (Originaltitel: Hitotsubu　no　mugi. Übersetzt von Egon Hessel).